# Hérculez Gómez
Herculez Gomez est un joueur international américain de soccer d'origine mexicaine né le 6 avril 1982 à Los Angeles. Il joue au poste d'attaquant durant sa carrière.

## Biographie

### Jeunesse
Herculez Gomez, l'aîné de cinq enfants, est né à Los Angeles de parents américano-mexicains. Il grandit à Las Vegas et pratique le soccer avec l'équipe de l'établissement d'enseignement secondaire de Las Vegas.

### Carrière professionnelle
En 2001, Gomez commence sa carrière de joueur de soccer avec le club mexicain de Cruz Azul, avec leur équipe de deuxième division. La même année, il est transféré à l'équipe de deuxième division Águilas Blancas de Puebla. La saison suivante, il goûte au football de première division avec Durango. Cependant, il est rarement titulaire et pense abandonner le football, mais il rejoint finalement le club des Gauchos de San Diego en USL D3 Pro League en 2002, où il retrouve l'envie de jouer, marquant dix-sept buts en autant de matchs. L'encadrement des Los Angeles Galaxy le remarque lors d'un match amical et il rejoint l'équipe en septembre.
Tout d'abord prêté aux Sounders de Seattle, Gomez se casse le pied et met du temps à récupérer. Quand il est à nouveau en mesure de jouer, il rejoint le club aujourd'hui disparu des Sockers de San Diego en Major Indoor Soccer League. Il retourne au Galaxy pour la saison 2005 sur un contrat de développement, mais joue suffisamment bien pour faire partie de l'équipe première. Sa grande chance vient quand Landon Donovan est appelé en équipe nationale. L'absence de Donovan offre à Gomez plus de titularisations à la pointe de l'attaque, et il en profite pour briller.
Il marque le but vainqueur lors de la finale de la Coupe des États-Unis en 2005, puis aide son club à réaliser un rare « doublé » en coupes, puisqu'ils remportent également la Coupe MLS cette année-là. Gomez termine la saison avec dix-huit buts marqués pour les Galaxy dans toutes les compétitions, et est élu par les médias locaux de LA comme « meilleur joueur » de l'année.
Au début de la saison 2006, Gomez tombe en disgrâce avec l'entraîneur de l'époque Steve Sampson. Sampson utilise alors Gomez comme milieu de terrain puis comme « chauffeur » de banc de touche. Cependant, après le limogeage de Sampson, Gomez marque à plusieurs reprises sous les ordres du nouvel entraîneur Frank Yallop, et termine la saison avec cinq buts.
Le 1er décembre 2006, Gomez est échangé aux Rapids du Colorado avec Ugo Ihemelu en contrepartie de Joe Cannon. Le 7 avril 2007, il marque le premier but de l'histoire du Dick's Sporting Goods Park dès son premier match pour Colorado, une victoire 2-1 contre D.C. United. En septembre de cette année, Gomez se déchire le ligament croisé antérieur à l'entraînement avec les Rapids et est contraint de subir un long processus de rétablissement.
Le 3 septembre 2008, Gomez est transféré aux Wizards de Kansas City. Il marque son premier but pour les Wizards dans les arrêts de jeu contre les Earthquakes de San José, un match décisif dans l'optique des séries éliminatoires 2008.
En janvier 2010, Gomez signe avec le club mexicain de CF Puebla. Il marque dix buts lors de la saison mexicaine et partage ainsi le titre de meilleur buteur du championnat, devenant le premier joueur américain à dominer le classement des buteurs d'un championnat étranger. Cette excellente saison lui permet d'être transféré dans le grand club mexicain de CF Pachuca le 21 mai 2010,.
Le 7 août 2015, Gómez signe avec le Toronto FC.

### Carrière internationale
Herculez Gomez est appelé dans l'effectif des États-Unis pour la Copa América 2007. Lors du tournoi, il obtient sa première cape en entrant comme remplaçant en seconde mi-temps contre l'Argentine, et enchaîne par une première titularisation contre la Colombie.
Le 11 mai 2010, Gomez est inclus par Bob Bradley dans une liste provisoire de trente joueurs pour la Coupe du monde 2010. Le 25 mai 2010, il marque son premier but pour l'équipe nationale américaine lors d'une défaite 4-2 en amical face à la République tchèque. Le lendemain, il fait partie de la liste définitive de 23 joueurs pour la Coupe du monde 2010.
Le 5 juin 2010, il marque son deuxième but international lors d'une victoire 3-1 contre l'Australie en match de préparation avant la Coupe du monde. Il prend part à trois des quatre matchs des Américains au Mondial, dont le huitième-de-finale perdu 2-1 contre le Ghana.

## Palmarès

### Club

#### Los Angeles Galaxy
- Coupe MLS (1) : 2005
- Coupe des États-Unis (1) : 2005

### Individuel

#### Puebla FC
- Meilleur buteur du championnat du Mexique : Bicentenario 2010